# Madagaskar op de Olympische Zomerspelen 2008
Madagaskar nam deel aan de Olympische Zomerspelen 2008 in Peking, China.
Madagaskar debuteerde op de Zomerspelen in 1964 en deed in 2008 voor de tiende keer mee. Net als bij de negen voorgaande deelnames won Madagaskar geen medaille.

## Deelnemers en resultaten

### Atletiek
| Olympiër                     | Discipline      | Resultaat | Prestatie             |
| ---------------------------- | --------------- | --------- | --------------------- |
| Joseph Berlioz Randriamihaja | 110m horden (m) | 36e       | serie 5: 5de in 13,91 |
|                              |                 |           |                       |
| Nirinaharifidy Ramilijaona   | 100m (v)        | 55e       | serie 6: 5de in 12,07 |

### Boksen
| Olympiër                | Discipline | Resultaat | Prestatie                         |
| ----------------------- | ---------- | --------- | --------------------------------- |
| Jean de Dieu Soloniaina | -60kg (m)  | 17e       | 1ste ronde: V van MEX Vargas: 2-9 |

### Judo
| Olympiër     | Discipline | Resultaat | Prestatie                                      |
| ------------ | ---------- | --------- | ---------------------------------------------- |
| Norbert Elie | -60kg (m)  | 21e       | 1ste ronde: vrij 2de ronde: V van PRK Kim: 2-9 |

### Zwemmen
| Olympiër                | Discipline          | Resultaat | Prestatie               |
| ----------------------- | ------------------- | --------- | ----------------------- |
| Erik Rajohnson          | 100m schoolslag (m) | 59e       | serie 2: 5de in 1.08,42 |
|                         |                     |           |                         |
| Tojohanitra Andriamanja | 50m vrije slag (v)  | 60e       | serie 5: 6de in 28,54   |

Afghanistan · Albanië · Algerije · Amerikaanse Maagdeneilanden · Amerikaans-Samoa · Andorra · Angola · Antigua en Barbuda · Argentinië · Armenië · Aruba · Australië · Azerbeidzjan · Bahama's · Bahrein · Bangladesh · Barbados · België · Belize · Benin · Bermuda · Bhutan · Bolivia · Bosnië en Herzegovina · Botswana · Brazilië · Britse Maagdeneilanden · Bulgarije · Burkina Faso · Burundi · Cambodja · Canada · Centraal-Afrikaanse Republiek · Chili · China · Chinees Taipei · Colombia · Comoren · Congo-Brazzaville · Congo-Kinshasa · Cookeilanden · Costa Rica · Cuba · Cyprus · Denemarken · Djibouti · Dominica · Dominicaanse Republiek · Duitsland · Ecuador · Egypte · El Salvador · Equatoriaal-Guinea · Eritrea · Estland · Ethiopië · Fiji · Filipijnen · Finland · Frankrijk · Gabon · Gambia · Georgië · Ghana · Grenada · Griekenland · Groot-Brittannië · Guam · Guatemala · Guinee · Guinee‑Bissau · Guyana · Haïti · Honduras · Hongarije · Hongkong · Ierland · IJsland · India · Indonesië · Irak · Iran · Israël · Italië · Ivoorkust · Jamaica · Japan · Jemen · Jordanië · Kaaimaneilanden · Kaapverdië · Kameroen · Kazachstan · Kenia · Kirgizië · Kiribati · Koeweit · Kroatië · Laos · Lesotho · Letland · Libanon · Liberia · Libië · Liechtenstein · Litouwen · Luxemburg · Macedonië · Madagaskar · Malawi · Malediven · Maleisië · Mali · Malta · Marshalleilanden · Marokko · Mauritanië · Mauritius · Mexico · Micronesië · Moldavië · Monaco · Mongolië · Montenegro · Mozambique · Myanmar · Namibië · Nauru · Nederland · Nederlandse Antillen · Nepal · Nicaragua · Nieuw-Zeeland · Niger · Nigeria · Noord-Korea · Noorwegen · Oeganda · Oekraïne · Oezbekistan · Oman · Oostenrijk · Oost‑Timor · Pakistan · Palau · Palestina · Panama · Papoea-Nieuw-Guinea · Paraguay · Peru · Polen · Portugal · Puerto Rico · Qatar · Roemenië · Rusland · Rwanda · Saint Kitts en Nevis · Saint Lucia · Saint Vincent en Grenadines · Salomonseilanden · Samoa · San Marino · Sao Tomé en Principe · Saoedi-Arabië · Senegal · Servië · Seychellen · Sierra Leone · Singapore · Slovenië · Slowakije · Soedan · Somalië · Spanje · Sri Lanka · Suriname · Swaziland · Syrië · Tadzjikistan · Tanzania · Thailand · Togo · Tonga · Trinidad en Tobago · Tsjaad · Tsjechië · Tunesië · Turkije · Turkmenistan · Tuvalu · Uruguay · Vanuatu · Venezuela · Verenigde Arabische Emiraten · Verenigde Staten · Vietnam · Wit-Rusland · Zambia · Zimbabwe · Zuid-Afrika · Zuid-Korea · Zweden · Zwitserland
Uitgesloten van deelname: Brunei